# Liste der Baudenkmale in Briesen (Spreewald)
In der Liste der Baudenkmale in Briesen sind alle Baudenkmale der brandenburgischen Gemeinde Briesen aufgelistet. Grundlage ist die Veröffentlichung der Landesdenkmalliste mit dem Stand vom 31. Dezember 2023. Die Bodendenkmale sind in der Liste der Bodendenkmale in Briesen (Spreewald) aufgeführt.

## Baudenkmale
In den Spalten befinden sich folgende Informationen:
- ID-Nr.: Die Nummer wird vom Brandenburgischen Landesamt für Denkmalpflege vergeben. Ein Link hinter der Nummer führt zum Eintrag über das Denkmal in der Denkmaldatenbank. In dieser Spalte kann sich zusätzlich das Wort Wikidata befinden, der entsprechende Link führt zu Angaben zu diesem Denkmal bei Wikidata.
- Lage: die Adresse des Denkmales und die geographischen Koordinaten. Link zu einem Kartenansichtstool, um Koordinaten zu setzen. In der Kartenansicht sind Denkmale ohne Koordinaten mit einem roten beziehungsweise orangen Marker dargestellt und können in der Karte gesetzt werden. Denkmale ohne Bild sind mit einem blauen bzw. roten Marker gekennzeichnet, Denkmale mit Bild mit einem grünen beziehungsweise orangen Marker.
- Bezeichnung: Bezeichnung in den offiziellen Listen des Brandenburgischen Landesamtes für Denkmalpflege. Ein Link hinter der Bezeichnung führt zum Wikipedia-Artikel über das Denkmal.
- Beschreibung: die Beschreibung des Denkmales
- Bild: ein Bild des Denkmales und gegebenenfalls einen Link zu weiteren Fotos des Baudenkmals im Medienarchiv Wikimedia Commons

### Briesen
| ID-Nr.   | Lage                   | Bezeichnung               | Beschreibung | Bild                      |
| -------- | ---------------------- | ------------------------- | --- | ------------------------- |
| 09125053 | Dorfstraße 95a (Lage)  | Dorfkirche und Grabmäler  | Die Kirche wurde gegen Ende des 15. Jahrhunderts errichtet, der Dachturm im Jahre 1804 hinzugefügt. Im Inneren befinden sich Wandmalereien, diese sind datiert aus dem Jahr 1486. Die Bilder zeigen die Passion Christi, die Kreuzigung und das fast zerstörte Jüngste Gericht. Weiter zu sehen sind Stifterfiguren, Mönche und junge Männer, die Deutung ist aber unsicher. | weitere Bilder            |
| 09125289 | Schulstraße 4/5 (Lage) | Schule und Lehrerwohnhaus | Die Schule wurde in den 1950er Jahren erbaut. | Schule und Lehrerwohnhaus |